# Veni, vidi, vici
Veni, vidi, vici (Дођох, видех, победих) је позната латинска изрека која се приписује Јулију Цезару. Цезар је ово изрекао након победе у краткотрајном рату са понтским краљем Фарнаком II у бици код Зеле, 47. п. н. е. Реченица је била нека врста његове поруке, односно извештаја сенату о дешавањима код Зеле (данашњи Зиле или Зела у Турској).
Изрека се данас употребљава када се жели истаћи да је неки проблем решен без већих тешкоћа, или да је нешто неочекивано брзо урађено без већих компликација.